# Innenjade

Ästuarmündungen von Jade und Weser heute

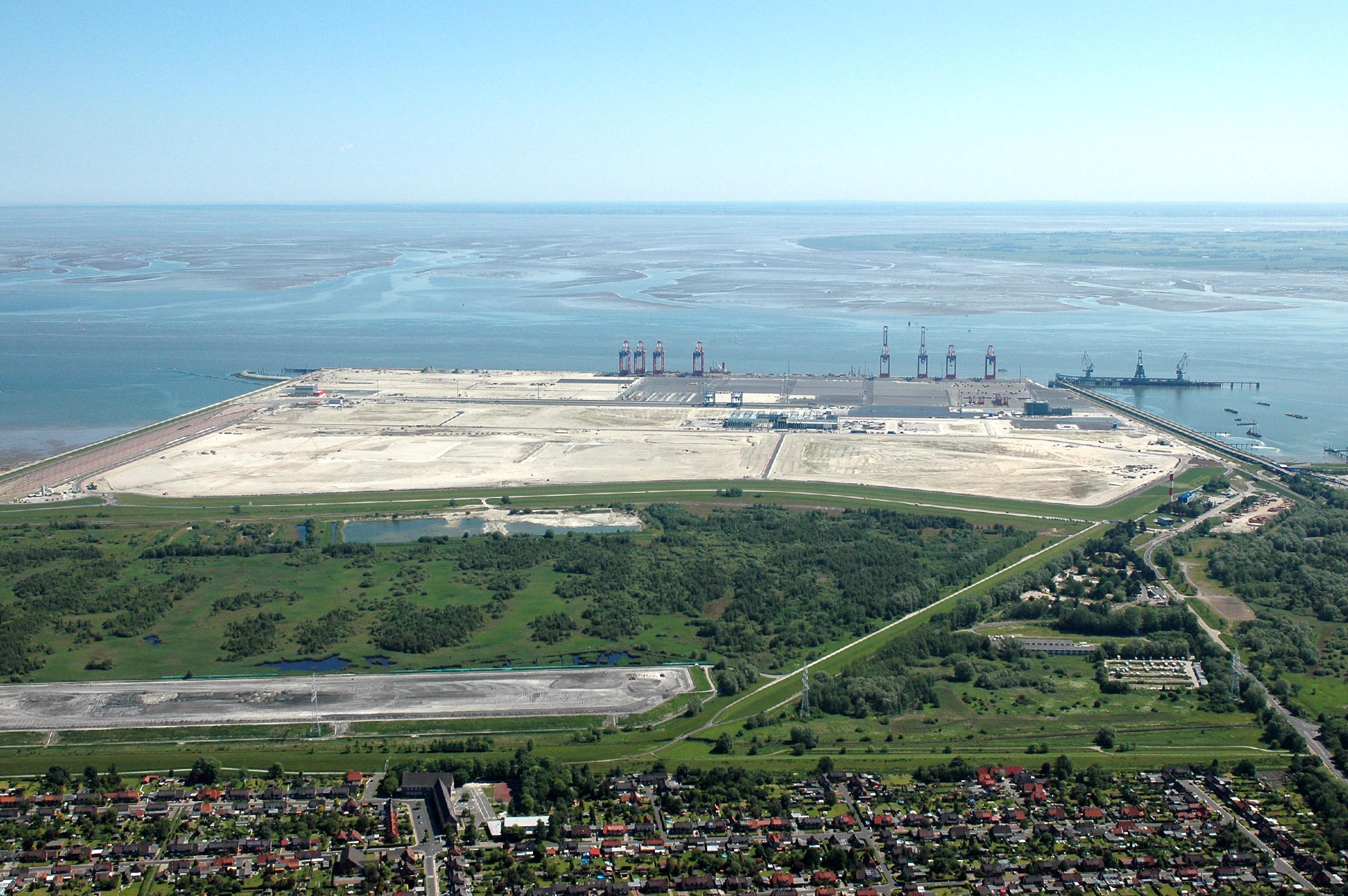
Blick in Richtung Nordosten über den JadeWeserPort, die Innenjade, die Nordspitze von Butjadingen und die Außenweser

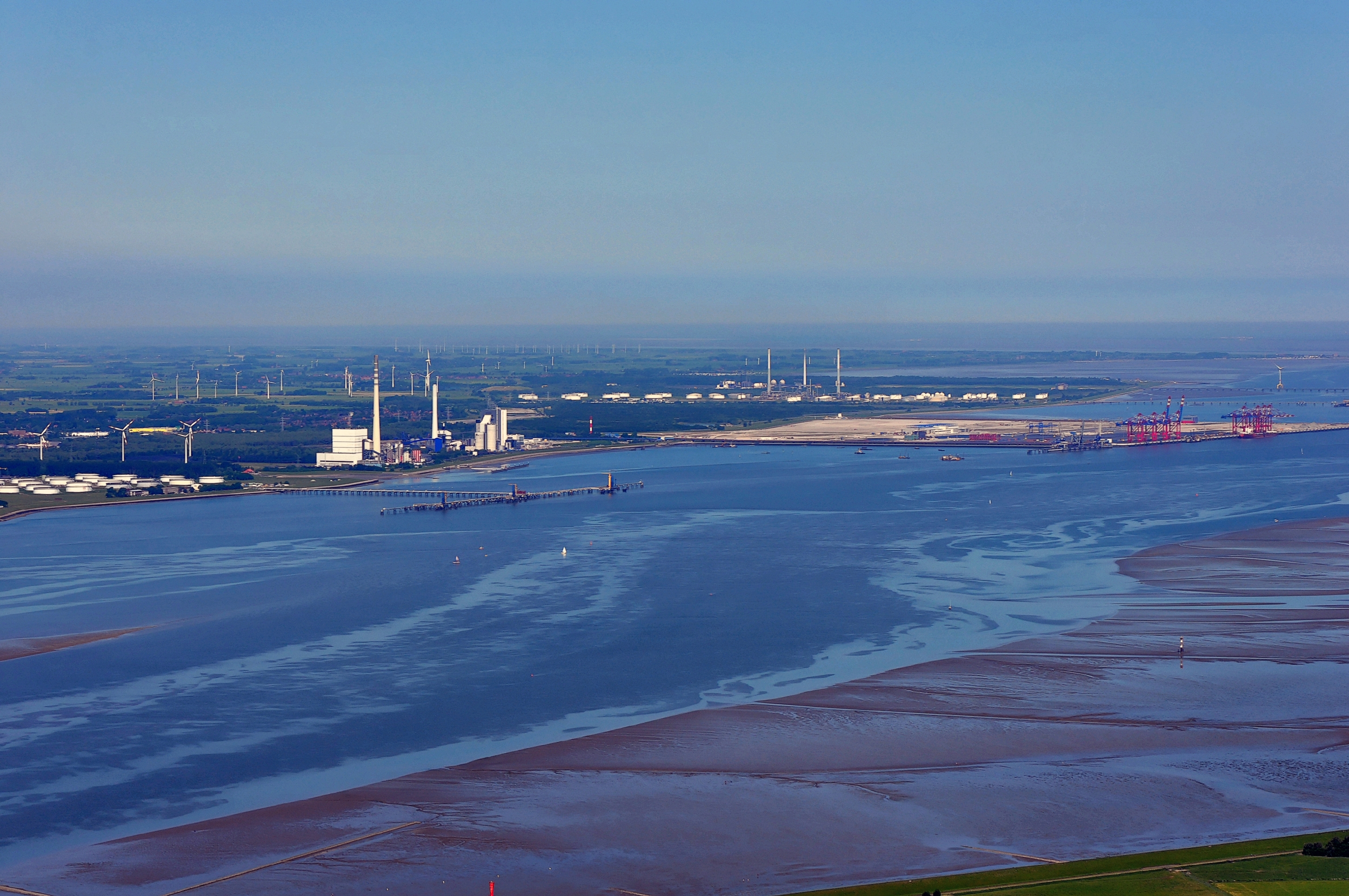
Blick über die Innenjade in Richtung Nordwesten auf die ostfriesische Halbinsel

Die Innenjade ist ein Seegewässer bei Wilhelmshaven, das im Süden an der Linie Wilhelmshaven–Eckwarderhörne bei Km 2 der Bundeswasserstraße Jade beginnt und im Norden bei Km 25 an der Linie Schillig–Mellum endet. Der Beginn der Bundeswasserstraße Km 0 liegt in Höhe der ehemaligen I. Einfahrt und damit schon am Jadebusen, der sich im Süden an die Innenjade anschließt. Das Gebiet der Innenjade wird im Westen durch die Deichlinie der ostfriesischen Halbinsel und im Osten durch die Deichlinie der Halbinsel Butjadingen sowie die Watthöhenscheide des Hohe-Weg-Watts begrenzt, an dessen nördlichem Ende sich die Vogelinsel Mellum befindet.
Die Fortsetzung des Gewässers in Richtung Norden wird Außenjade genannt. Innen- und Außenjade werden oft zusammenfassend als „Jade“ bezeichnet, wobei in diese Bezeichnung der Jadebusen dann einbezogen wird, wenn nicht nur vom Jadefahrwasser, sondern vom gesamten Meeresgebiet die Rede ist. In diesen Fällen wird auch vom Jadegebiet gesprochen. Der Begriff „Jade“ leitet sich vom gleichnamigen nur 22 Kilometer langen Fluss Jade ab, der östlich von Varel in den Jadebusen mündet.
Mitten in der Innenjade verläuft das Jadefahrwasser. Dieses grenzt beim JadeWeserPort unmittelbar ans Festland. Ansonsten liegen zwischen diesem und dem Fahrwasser Wattgebiete.

## Fluss oder Priel?
Gelegentlich wird auch die Innenjade – analog zum namensgebenden Fluss Jade – als Fluss bezeichnet. Bei Flüssen handelt es sich allerdings zumeist – ebenso bei der Jade – um Süßwassergewässer (Salinität < 0,1 %); dagegen liegt schon der Salzgehalt des der Innenjade vorgelagerten Jadebusens bereits in der Nähe der Jademündung bei 3,0 %, also deutlich im Salzwasserbereich, und damit zudem nur 0,5 Prozentpunkte unter der Salinität der offenen Nordsee (3,5 %). Erst recht muss daher die noch weiter als der Jadebusen (der als Meeresbucht kategorisiert wird) seewärts gelegene Innenjade als Meeresgewässer eingestuft werden, weswegen die Kategorisierung als (großer) Priel für sie weitaus angebrachter ist.

## Nutzung der Innenjade

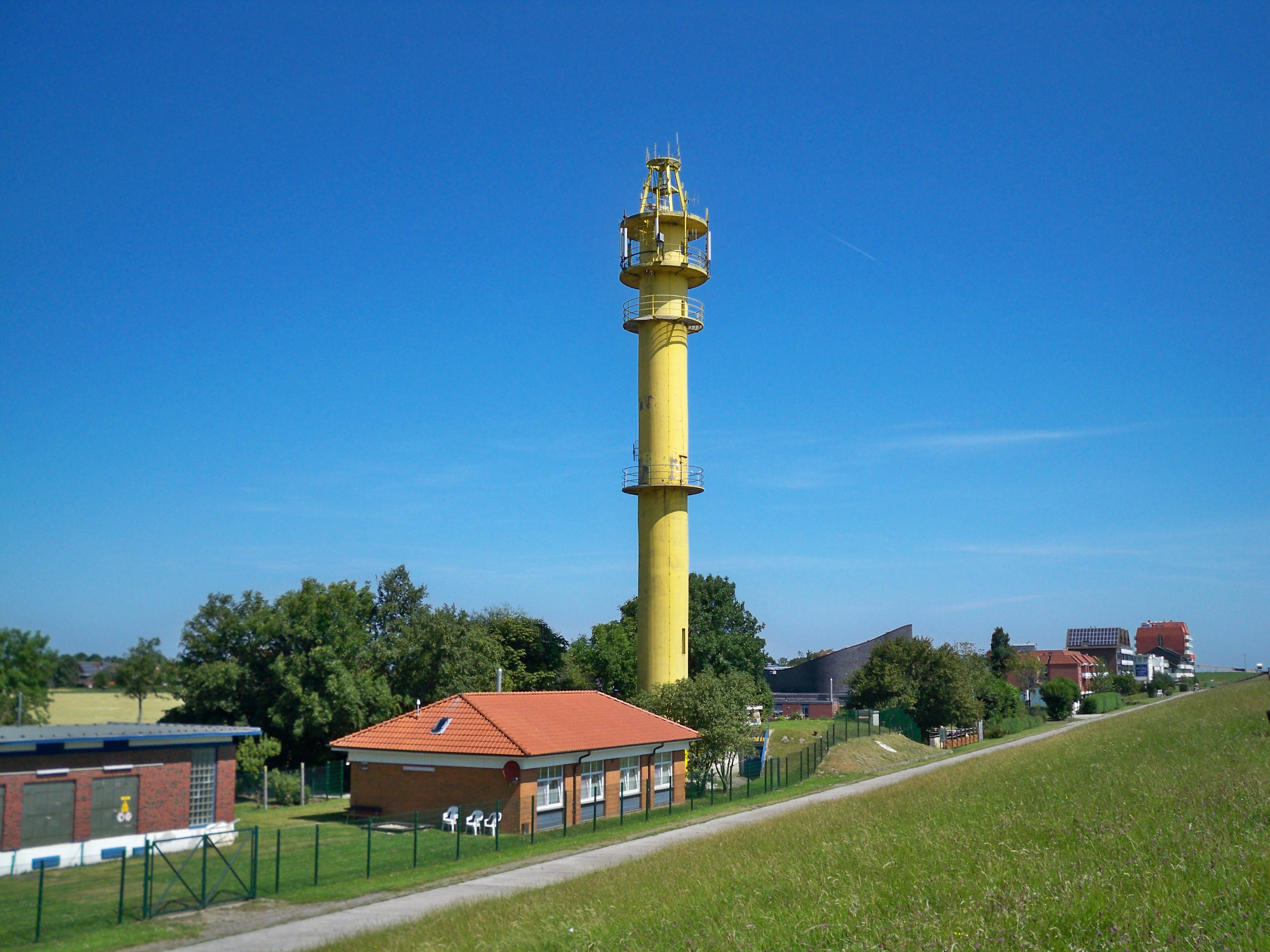
Deich und ehemaliges Oberfeuer Schillig

### Schiffsverkehr

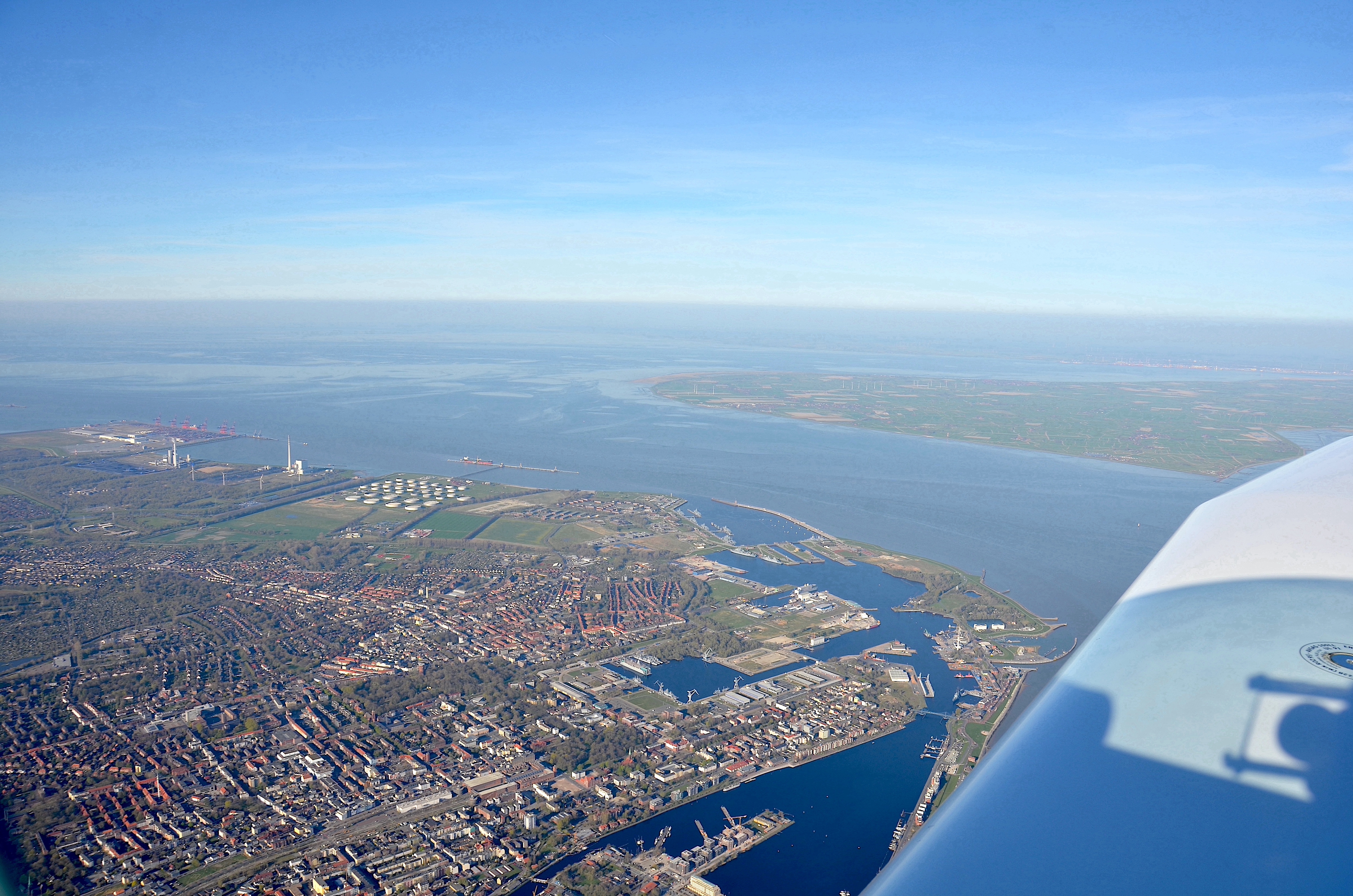
Gesamtansicht Innenjade mit Wilhelmshavener Häfen

Die Sohlentiefe des Fahrwassers der Innenjade muss seit 1989 bei Km 6 18 Meter und bei Km 25 19,2 Meter betragen. Diese Tiefe ist nur durch regelmäßige Ausbaggerung des Fahrwassers und Verklappung des Baggerguts einzuhalten. Zwei Klappstellen befinden sich zwischen Außenjade und Außenweser nördlich von Wangerooge, eine bei der Mellumplate und zwei im Norden des Jadebusens.
Nur eine garantierte Tiefe von 18 Metern ermöglicht Schiffen mit bis zu 250.000 tdw und einem Tiefgang von bis zu 20 Metern die Einfahrt in die Jade bei Flut. Sie ist auch die Voraussetzung für den Betrieb des JadeWeserPorts.

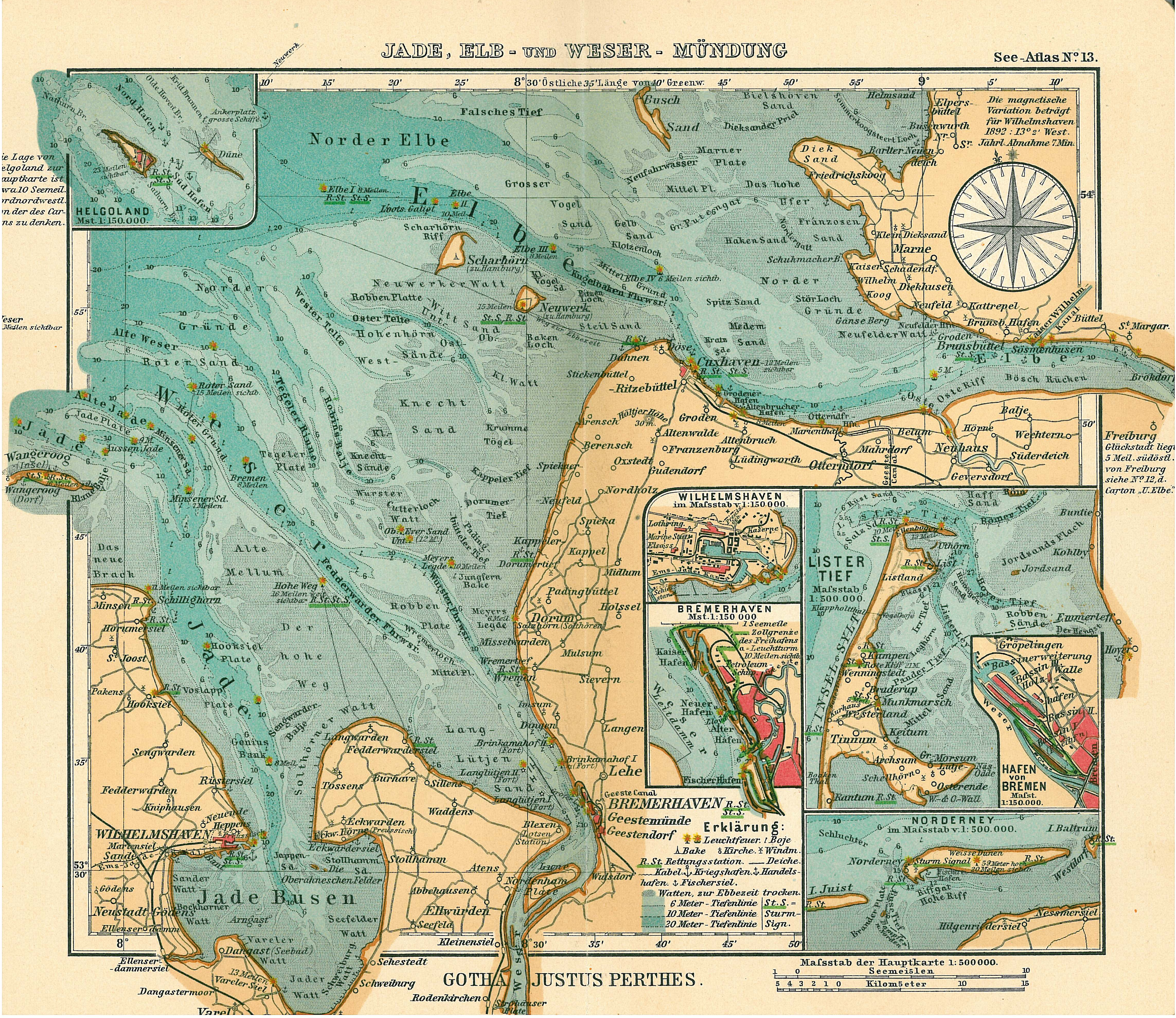
Karte von 1906: Damals gab es im Jadefahrwasser noch mehrere Untiefen

Die Wassermengen des Jadebusens, die bei jedem Gezeitenwechsel durch die Innenjade strömen, halten die Fahrrinne schon zum größten Teil frei von Versandung und Verschlickung. Daher muss zur Instandhaltung des Jadefahrwassers nur selten mit (Saug-)Baggern nachgearbeitet werden. Dies ist ein großer Vorteil des Tiefwasserhafens Wilhelmshaven, dessen Tiefen z. B. Hamburg oder Bremerhaven nicht aufweisen können. Lediglich eine Querströmung zwischen dem ostfriesischen Festland und der Inselkette der ostfriesischen Inseln würde regelmäßig Sand Richtung Fahrrinne spülen. Dagegen wurde ab 1906 an der Olde Oog ein Dammbauwerk errichtet, das diese Strömung abhält. Von Barren befreit wurde die Innenjade im Wesentlichen bis 1939, indem vor allem die zuvor im Jadefahrwasser liegende Geniusbank (siehe Karte rechts) entfernt wurde, die die Tiefe des Fahrwassers an dieser Stelle auf unter zehn Meter verringert hatte. Solche Untiefen hatten im Ersten Weltkrieg das Auslaufen großer Schlachtschiffe bei Niedrigwasser unmöglich gemacht.

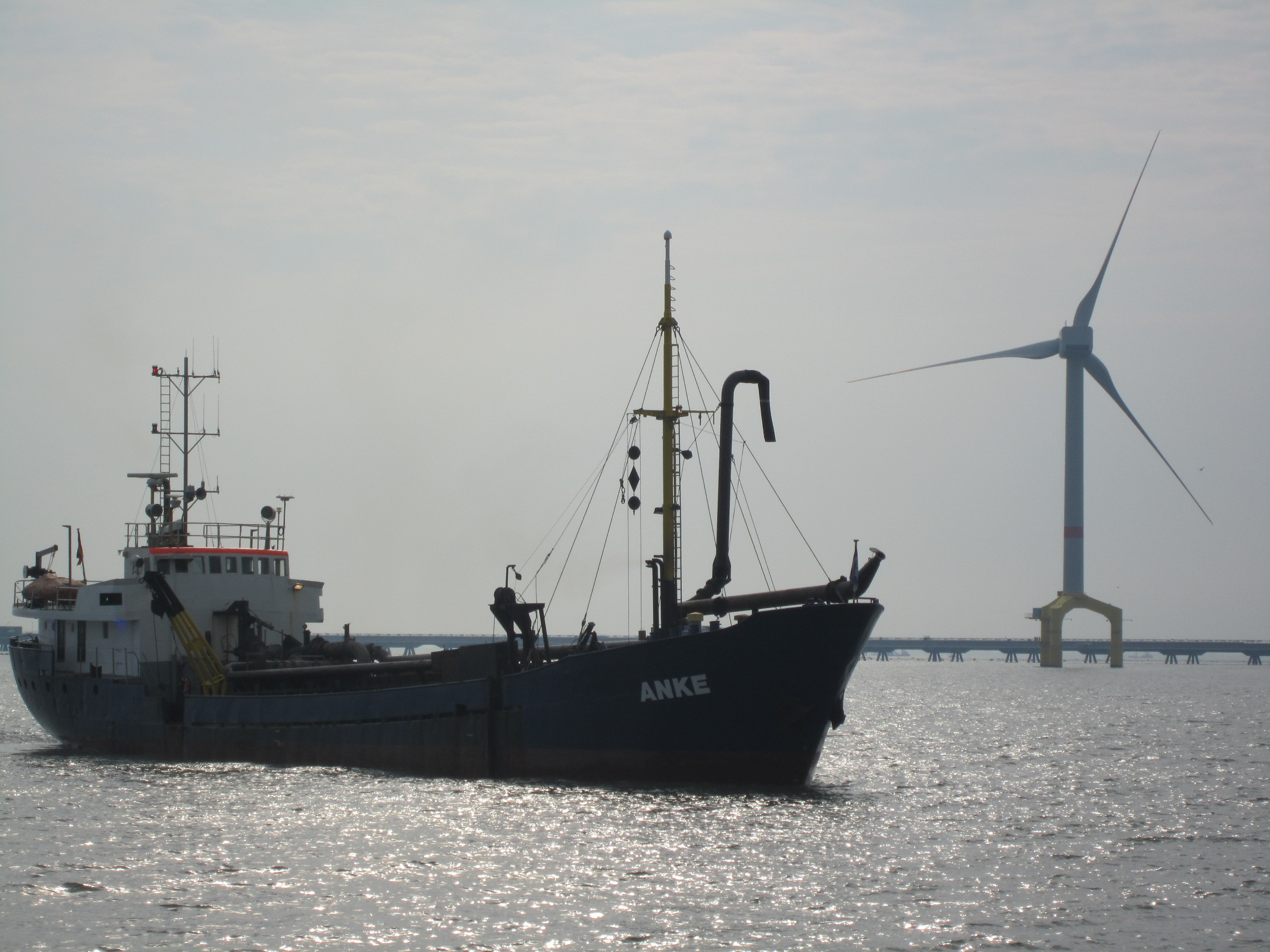
Saugbagger in der Hooksieler Hafeneinfahrt

Die Zufahrten zum Jadefahrwasser aus den kleineren Häfen der Sielorte und die Häfen selbst müssen relativ oft durch Saugbagger von Ablagerungen befreit werden.
Die Innenjade wird heute nicht nur von Handelsschiffen und von den Schiffen der Bundesmarine genutzt, die den Marinestützpunkt Heppenser Groden ansteuern, sondern auch vom Wilhelmshavener Seebäderdienst und von Wasserfahrzeugen, die privat genutzt werden. Ferner wird die Innenjade von Fischkuttern aus den Häfen Varel, Dangast, Hooksiel und Horumersiel sowie aus dem Wesergebiet befahren.
Beiderseits der Innenjade weisen Richtfeuer Schiffen den Weg zu den Häfen Wilhelmshavens und in den Jadebusen. Am Voslapper Groden steht das Oberfeuer Voslapp. Der 1961 erbaute Betonturm ist mit 61 m einer der höchsten Leuchttürme Deutschlands. Das zugehörige Unterfeuer steht einige Kilometer weiter nördlich. Das Unterfeuer Tossens aus dem Jahr 1973 steht in Sichtweite nordwestlich davon im Watt. Weiter südlich am Strand von Eckwarderhörne befindet sich noch das Oberfeuer Eckwarden, eine 1961 erbaute 37 m hohe vierbeinige Stahlkonstruktion mit Wendeltreppe, trichterförmigem Laternengehäuse. Das zugehörige Unterfeuer steht nordwestlich davon in einigen hundert Metern Entfernung im Watt. Im Juni 2012 übernahmen die neuen Türme „Jappensand“ im Jadebusen die Funktion des Turms in Eckwarden zur Bildung einer Richtfeuerlinie zur Kennzeichnung des, wegen des Betriebs des JadeWeserPorts, verlegten Fahrwassers.
Außer Dienst gestellt wurden das Alte Unterfeuer Schillig (1998), das Alte Oberfeuer Schillig (1987) und das Quermarkenfeuer Hooksielplate (1998).

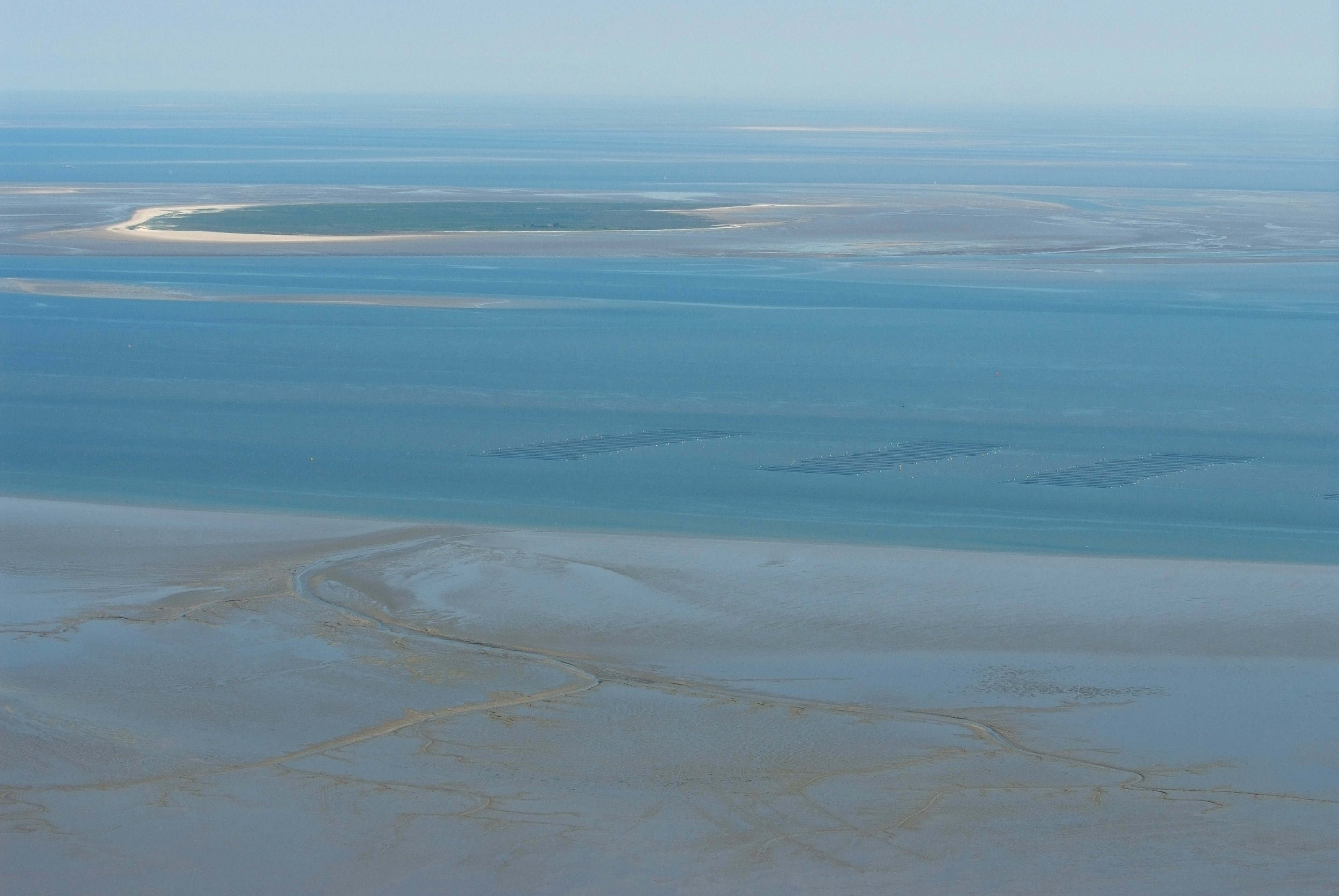
Miesmuschelzucht in der Innenjade

### Muschelzucht und Fischerei
In der Innenjade liegen Miesmuschelkulturflächen in den Baljen zwischen Butjadingen und Mellum sowie vor dem Voslapper Groden. Im Rahmen der Küstenfischerei werden auf der Innenjade von einem Miesmuschelkutter Muscheln geerntet, und von Fischkuttern werden Krabben, Aale und Plattfische gefangen.

### Industrie

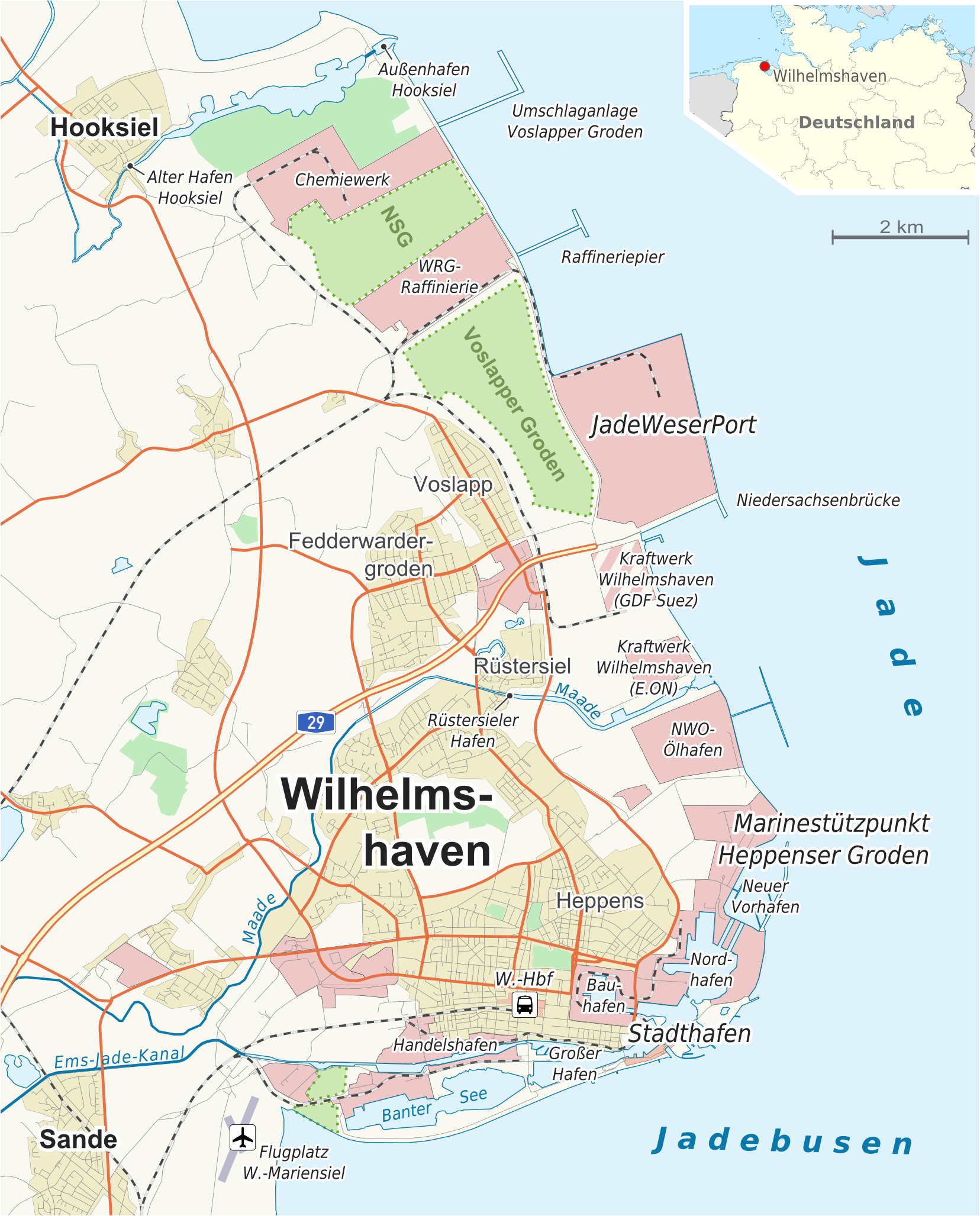
Wirtschaft an der Wilhelmshavener Innenjade

Auf der Wilhelmshavener Seite der Innenjade befinden sich fünf direkt ans Fahrwasser reichende Umschlagsanlagen:
1. Brücke der Nord-West Oelleitung (NWO)
2. die Niedersachsenbrücke
3. die Containerbrücken und Lagerflächen des JadeWeserPorts
4. die Brücke der Wilhelmshavener Raffineriegesellschaft (WRG)
5. die frühere ICI-Brücke[2], jetzt INEOS

Über die Brücke der Nord-West Oelleitung wird ein beträchtlicher Teil der Rohölversorgung Deutschlands sichergestellt. An der Niedersachsenbrücke wird überwiegend Steinkohle für das benachbarte Kohlekraftwerk umgeschlagen.

#### Chemische Industrie
Auf dem Voslapper Groden sind drei Werke der chemischen Industrie angesiedelt:
1. Die Chloralkali-Elektrolyse der Ineos Chlor Atlantik GmbH, begünstigt durch die Salzvorkommen der Kavernen (seit 2013 stillgelegt)
2. Die Produktion von Vinylchlorid und PVC der Vynova (ehemalige Betreiber: EVC und INEOS) im Chemiewerk Voslapp
3. Ein Terminal der HES International auf dem Gelände der ehemaligen Wilhelmshavener Raffinerie

#### Salzabwassereinleitung

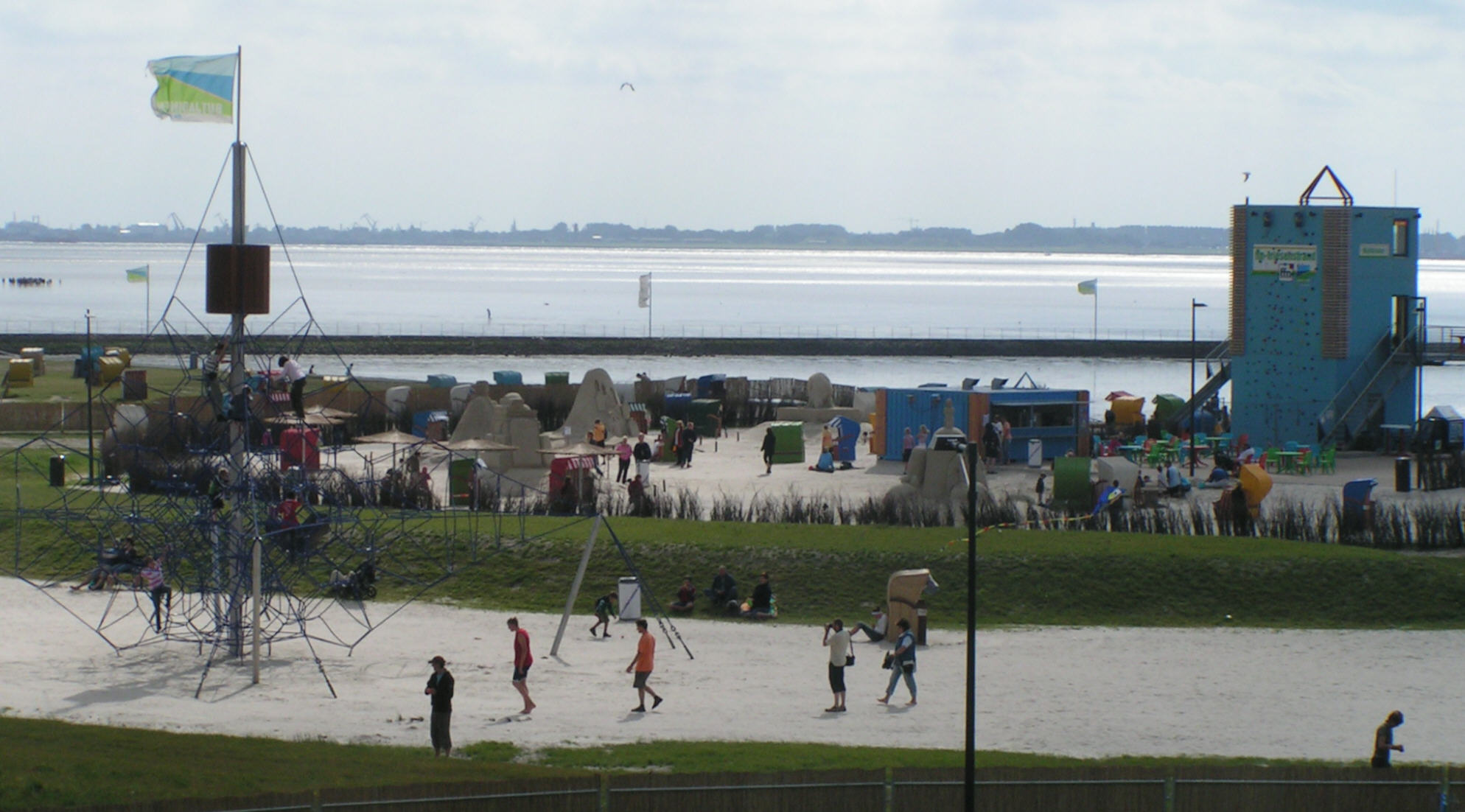
Blick über die Innenjade vom Tossenser Strand nach Wilhelmshaven

Die K+S AG plant eine überregionale Entsorgung von Salzabwasser aus dem Kalibergbau, um die Umweltbelastungen aus dem Kalibergbau insbesondere in der Werra und Weser zu vermindern. Als Einleitestelle sind zwei alternative Standorte am Fahrwasser der Innenjade nördlich des JadeWeserPorts vorgesehen. Es ist geplant, bis zu 1500 m³/h (ca. 0,42 m³/s) Salzabwasser (Sole) als Dauerlast in die Innenjade zu leiten. Der Salzgehalt des Abwassers wird mit 39 % und die Dichte mit 1,25 g/cm³ angegeben.

### Tourismus
Die Strände der Gemeinden Wangerland im Nordwesten und Butjadingen im Osten bilden die Hauptattraktionen für den Tourismus an der Innenjade. Hooksiel ist als Küstenbadeort, Horumersiel-Schillig als Nordseeheilbad eingestuft. 2019 wurden in der Gemeinde Wangerland 331.301 Gäste mit 2.134.458 Übernachtungen gezählt. In der Gemeinde Butjadingen gab es 2021 einen Rekordwert von 1.334 Millionen Übernachtungen.

## Naturschutzgebiet

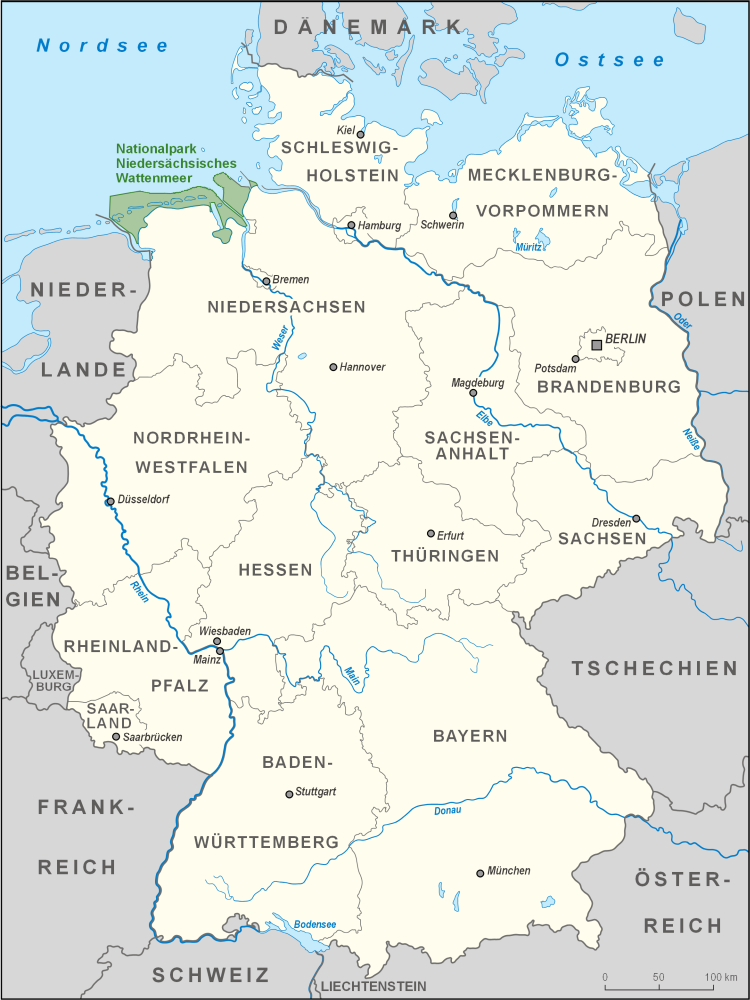
Die Innenjade als Teil des Nationalparks Niedersächsisches Wattenmeer

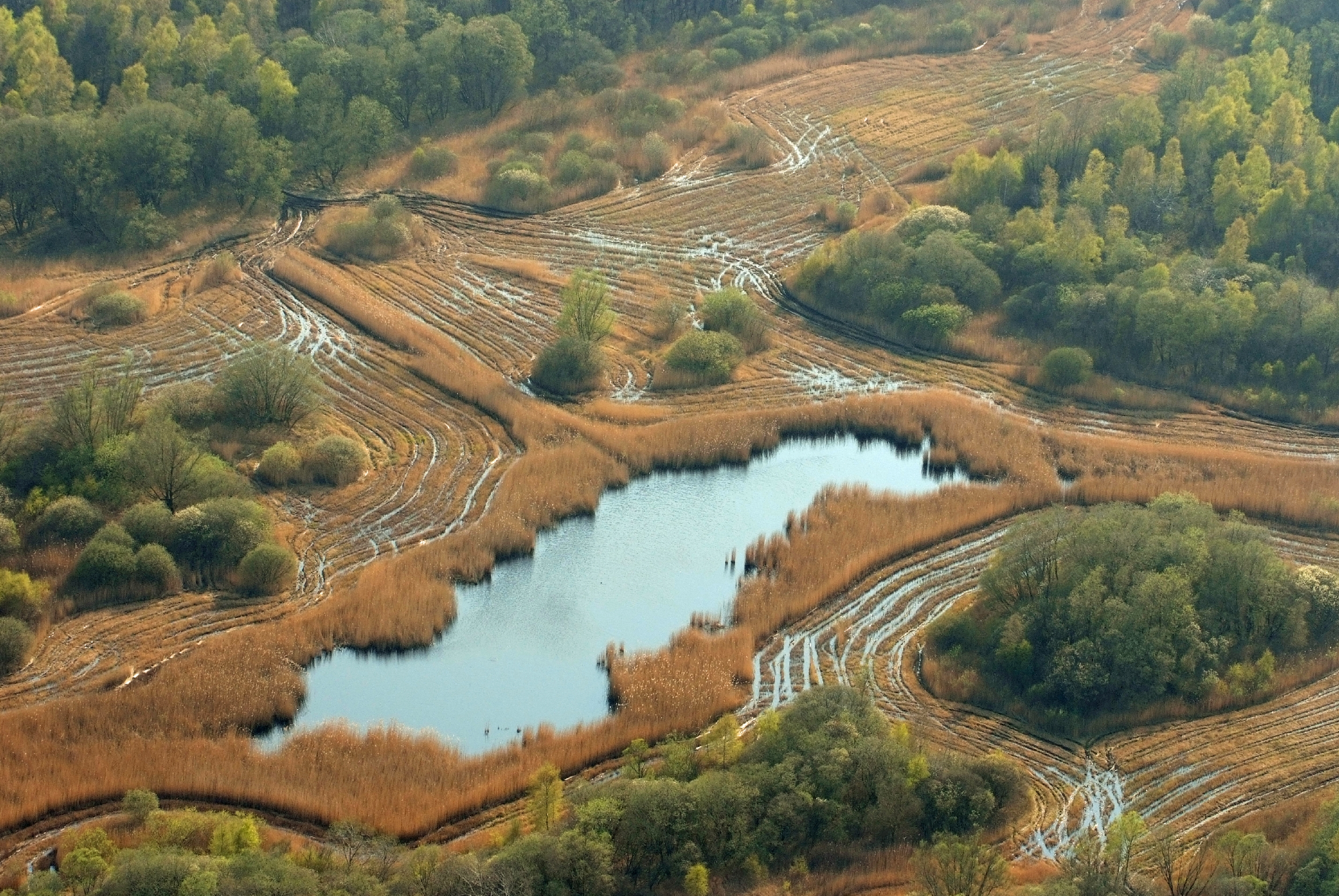
Naturschutzgebiet Voslapper Groden-Süd

Der westliche und der östliche Rand der Innenjade gehören zum 1986 gegründeten Nationalpark Niedersächsisches Wattenmeer. Das Jadegebiet ist Teil einer Landschaft mit dem Namen „Watten im Elbe-Weser-Dreieck Jadebusen“, die das Bundesamt für Naturschutz ausweist.
Unmittelbar an die Innenjade grenzen auf dem Gebiet der Stadt Wilhelmshaven die Naturschutzgebiete Voslapper Groden-Nord und Voslapper Groden-Süd an.
Teil des Nationalparks Niedersächsisches Wattenmeer sind seit 1986 die östlich des Jadefahrwassers gelegenen ehemaligen Naturschutzgebiete „Hohe-Weg-Watt“ und „Mellum“. Das Naturschutzgebiet „Hohe-Weg-Watt“ umfasste eine Fläche von 24.700 Hektar. Es wurde unter der Bezeichnung WE 148 am 22. Januar 1985 unter Naturschutz gestellt und umfasste das dem Butjadinger Land vorgelagerte Deichvorland sowie den Wattrücken zwischen Innenjade  und Außenweser bis zur Südostgrenze des Naturschutzgebiets „Mellum“. Etwa die Hälfte des Watts wurde dem Jadegebiet, die andere Hälfte dem Wesergebiet zugerechnet. Das Naturschutzgebiet „Mellum“ schloss sich im Nordwesten an. Es war 6.500 Hektar groß und wurde unter der Bezeichnung WE 67 am 8. September 1983 unter Naturschutz gestellt.